# Venezuela i olympiska sommarspelen 2000
Venezuela deltog i de olympiska sommarspelen 2000 med en trupp bestående av 50 deltagare, 36 män och 14 kvinnor, men ingen av landets deltagare erövrade några medaljer.

## Boxning
Lätt flugvikt
- José Luis Varela
  - Omgång 1 — Förlorade mot Maikro Romero från Kuba (→ gick inte vidare)

Bantamvikt
- Nehomar Cermeño
  - Omgång 1 — Besegrade Riaz Durgahed från Mauritius
  - Omgång 2 — Förlorade mot Agasi Agaguloglu från Turkiet (→ gick inte vidare)

Lättvikt
- Patrick López
  - Omgång 1 — Besegrade Norman Schuster från Tyskland
  - Omgång 2 — Förlorade mot Aleksandr Maletin från Ryssland (→ gick inte vidare)

Lätt mellanvikt
- Hely Yánes
  - Omgång 1 — Besegrade Nurbek Kasenov från Kirgizistan
  - Omgång 2 — Förlorade mot Jermachan Ibraimov från Kazakstan (→ gick inte vidare)

## Cykling

### Landsväg
Herrarnas linjelopp
- Omar Pumar
  - Final — 5:30:46 (→ 50:e plats)

- Manuel Guevara
  - Final — 5:42:43 (→ 83:e plats)

- Carlos Maya
  - Final — 5:42:43 (→ 84:e plats)

- Alexis Méndez
  - Final — 5:52:47 (→ 88:e plats)

### Bana
Damernas sprint
- Daniela Larreal
  - Kval — 11.526
  - Åttondelsfinal — Besegrade Tanya Lindenmuth från USA
  - Kvartsfinal — Förlorade mot Michelle Ferris från Australien
  - Finals 5-8 — (→ 8:e plats)

Damernas tempolopp
- Daniela Larreal
  - Final — 35.728 (→ 10:e plats)

## Friidrott
Herrarnas 4 x 100 meter stafett
- José Carabalí, Juan Morillo, Hely Ollarves, och José Peña
  - Omgång 1 — 39.45 (→ gick inte vidare)

Herrarnas maraton
- Carlos Tarazona
  - Final — 2:20:39 (→ 40:e plats)

- José Alejandro Semprún
  - Final — 3:00:02 (→ 79:e plats)

## Fäktning
Herrarnas florett
- Carlos Rodríguez

## Judo
Herrarnas extra lättvikt (-60 kg)
- Reiver Alvarenga

Herrarnas halv lättvikt (-66 kg)
- Ludwig Ortíz

Herrarnas lättvikt (-73 kg)
- Eduardo Manglés

Herrarnas halv mellanvikt (-81 kg)
- Hermágoras Manglés

Herrarnas mellanvikt (-90 kg)
- Luis René López

Herrarnas halv tungvikt (-100 kg)
- Luís Gregorio López

Damernas halv lättvikt (-52 kg)
- Jackelin Díaz

Damernas mellanvikt (-70 kg)
- Xiomara Griffith

## Segling
Herrar
| Seglare            | Gren    | Lopp | Lopp | Lopp | Lopp | Lopp | Lopp | Lopp | Lopp | Lopp | Lopp | Lopp | Summerad poäng | Finalplacering |
| Seglare            | Gren    | 1    | 2    | 3    | 4    | 5    | 6    | 7    | 8    | 9    | 10   | 11   | Summerad poäng | Finalplacering |
| ------------------ | ------- | ---- | ---- | ---- | ---- | ---- | ---- | ---- | ---- | ---- | ---- | ---- | -------------- | -------------- |
| Yamil Saba Fuentes | Mistral | 18   | 30   | 37   | 15   | 20   | 29   | 34   | 32   | 24   | 10   | 22   | 200            | 27             |

M = Medaljlopp; EL = Eliminerad – gick inte vidare till medaljloppet;

## Simhopp
Herrar
| Hoppare         | Gren           | Kval   | Kval      | Semifinal        | Semifinal        | Final            | Final            |
| Hoppare         | Gren           | Poäng  | Placering | Poäng            | Placering        | Poäng            | Placering        |
| --------------- | -------------- | ------ | --------- | ---------------- | ---------------- | ---------------- | ---------------- |
| Ramón Fumadó    | Herrarnas 3 m  | 343,89 | 28        | Gick inte vidare | Gick inte vidare | Gick inte vidare | Gick inte vidare |
| Luis Villarroel | Herrarnas 3 m  | 365,97 | 21        | Gick inte vidare | Gick inte vidare | Gick inte vidare | Gick inte vidare |
| Luis Villarroel | Herrarnas 10 m | 309,66 | 35        | Gick inte vidare | Gick inte vidare | Gick inte vidare | Gick inte vidare |

Damer
| Hoppare           | Gren         | Kval   | Kval      | Semifinal        | Semifinal        | Final            | Final            |
| Hoppare           | Gren         | Poäng  | Placering | Poäng            | Placering        | Poäng            | Placering        |
| ----------------- | ------------ | ------ | --------- | ---------------- | ---------------- | ---------------- | ---------------- |
| Alejandra Fuentes | Damernas 3 m | 219,81 | 37        | Gick inte vidare | Gick inte vidare | Gick inte vidare | Gick inte vidare |

## Taekwondo
| Idrottare       | Gren            | Åttondelsfinaler     | Kvartsfinaler         | Semifinaer           | Återkval               | Final                | Final            |
| Idrottare       | Gren            | Motståndare Resultat | Motståndare Resultat  | Motståndare Resultat | Motståndare Resultat   | Motståndare Resultat | Placering        |
| --------------- | --------------- | -------------------- | --------------------- | -------------------- | ---------------------- | -------------------- | ---------------- |
| Adriana Carmona | Damernas +67 kg | BYE                  | M Baverel (FRA) W 8–3 | Chen Z (CHN) L 6–8   | D Bosshart (CAN) L 8–9 | Gick inte vidare     | Gick inte vidare |

## Tennis
| Spelare                      | Gren       | Omgång 1                                     | Åttondelsfinaler                     | Kvartsfinaler     | Semifinaler       | Final / BM        | Final / BM       |
| Spelare                      | Gren       | Motståndare Poäng                            | Motståndare Poäng                    | Motståndare Poäng | Motståndare Poäng | Motståndare Poäng | Placering        |
| ---------------------------- | ---------- | -------------------------------------------- | ------------------------------------ | ----------------- | ----------------- | ----------------- | ---------------- |
| José de Armas Jimy Szymanski | Herrdubbel | M Ančić / G Ivanišević (CRO) W 6–2, 7–6(7–3) | S Lareau / D Nestor (CAN) L 3–6, 4–6 | Gick inte vidare  | Gick inte vidare  | Gick inte vidare  | Gick inte vidare |

Damer
| Spelare                                | Gren      | Omgång 1                   | Omgång 2                                  | Åttondelsfinaler                       | Kvartsfinaler                                 | Semifinaler       | Final / BM        | Final / BM       |
| Spelare                                | Gren      | Motståndare Poäng          | Motståndare Poäng                         | Motståndare Poäng                      | Motståndare Poäng                             | Motståndare Poäng | Motståndare Poäng | Placering        |
| -------------------------------------- | --------- | -------------------------- | ----------------------------------------- | -------------------------------------- | --------------------------------------------- | ----------------- | ----------------- | ---------------- |
| María Alejandra Vento                  | Damsingel | A Hopmans (NED) W 6–3, 6–3 | S Appelmans (BEL) L 2–6, 2–6              | Gick inte vidare                       | Gick inte vidare                              | Gick inte vidare  | Gick inte vidare  | Gick inte vidare |
| María Alejandra Vento Milagros Sequera | Damdubbel | i.u.                       | E Gagliardi / M Vavrinec (SUI) W 6–2, 7–5 | L Montalvo / P Suárez (ARG) W 6–4, 6-1 | E Callens / D van Roost (BEL) L 6–4, 5–7, 4-6 | Gick inte vidare  | Gick inte vidare  | Gick inte vidare |

## Triathlon
| Triathlet         | Gren                | Simning (1,5 km) | Cykling (40 km) | Löpning (10 km) | Total tid  | Placering |
| ----------------- | ------------------- | ---------------- | --------------- | --------------- | ---------- | --------- |
| Gilberto González | Herrarnas triathlon | 18:54,49         | 58:40,40        | 34:38,14        | 1:52:13,03 | 37        |